# Narcís Duran Juera
Narcis Duran Juera (Sant Feliu de Guíxols, 1867-1919) fou mestre, periodista i alcalde.
Va estudiar magisteri a la ciutat de Salamanca i entre els anys 1886 i 1888 va exercir de docent a Valladolid, on es va iniciar en l'estudi de periodisme a l'hora que col·laborava a diferents diaris de la regió. Malgrat la seva joventut, va ser molt ben considerat entre els ambients federalistes que freqüentava a la ciutat castellana i on va entrar en contacte amb la lògia maçònica amb la denominació Emancipado. Dos anys més tard, va rebre el grau de mestre maço.
De retorn a Sant Feliu de Guíxols, va fundar la primera escola laIca, conjuntament amb Bartomeu Gabarró i Rafel Piñol.
Va organitzar també la Lògia Gesòria, depenent directament de la Gran Logia Simbòlica del Gran Oriente d'España. Va treballar intensament pel bon funcionament del cooperativisme de Sant Feliu, mostrant-se com una persona de ferms ideals i de benefactora influència.
Director de la Institució Fomento de la Enseñanza Laica, va dedicar gran part del seu temps a conrear en els nens l'aprenentatge des del seu lliure pensament per constituir d'aquesta forma l'essència pel progrés dels pobles. Paralalelament a les seves tasques docents, es va endinsar en el món periodístic editant a finals de 1889 el setmanari lliurepensador El Racionalismo i que no va ser gens ben rebut per una part sectària de la població. Dos anys més tard, el substituiria El Siglo XX i quan aquest es va deixar de publicar va veure la llum La Comarca Federal, seguit anys més tard per El Programa l'any 1900.
Entre els anys 1912 i 1919 va ocupar l'alcaldia de la ciutat, fet que va coincidir amb l'esclat de la Primera Guerra Mundial. Gràcies a la seva ferma voluntat, el seu esforç i intel·ligència, va trobar fórmules per apaivagar la gran misèria que s'esdevengué arran de la paralització de la indústria surera promovent les obres de construcció de la carretera de Sant Feliu de Guíxols a Tossa de Mar i la posada en funcionament de la cuina econòmica i menjadors socials per les classes més desafavorides de la ciutat.
Narcís Duran va morir a l'edat de cinquanta-un anys a la ciutat que l'havia vist néixer.